# BeaverTails
BeaverTails — канадська мережа ресторанів, якою керує BeaverTails Canada Inc. Мережа спеціалізується на випічці під назвою BeaverTails («боброві хвости») — це смажені тістечка, розтягнуті вручну, щоб нагадувати хвости бобра, з різними начинками, накладеними на випечене тісто.
Мережа виникла в Кіллало, Онтаріо в 1978 році, а за два роки потому відкрила свій перший постійний магазин в Оттаві. Станом на 2018 рік вона мала 140 франшизних і ліцензійних місць у шести країнах: Канада (Приморські провінції, Ньюфаундленд і Лабрадор, Онтаріо, Манітоба, Альберта, Британська Колумбія та Квебек, де франшиза називається Queues de Castor), США (Нью-Гемпшир), Мічиган, Вісконсин, Теннессі, Арканзас і Юта), Об'єднані Арабські Емірати, Мексика, Франція та Японія.

## Історія компанії
Компанія BeaverTails виникла, коли Ґрант Гукер і його дружина Пем перетворили свій сімейний рецепт смаженого тіста на корпоративний бізнес. Свою першу випічку вони продали на ярмарку ремесел і громад у Кіллало в 1978 році. Через два роки вони відкрили перший стенд BeaverTails на ринку Byward в Оттаві. У 1987 році Піно Ді Іойя був прийнятий на тимчасову посаду менеджера відділення BeaverTails у Ла-Ронді, а у 2002 році він разом із дружиною та братом-близнюком перебрав на себе керівництво BeaverTails.

## Продукти

### Бобровий хвіст

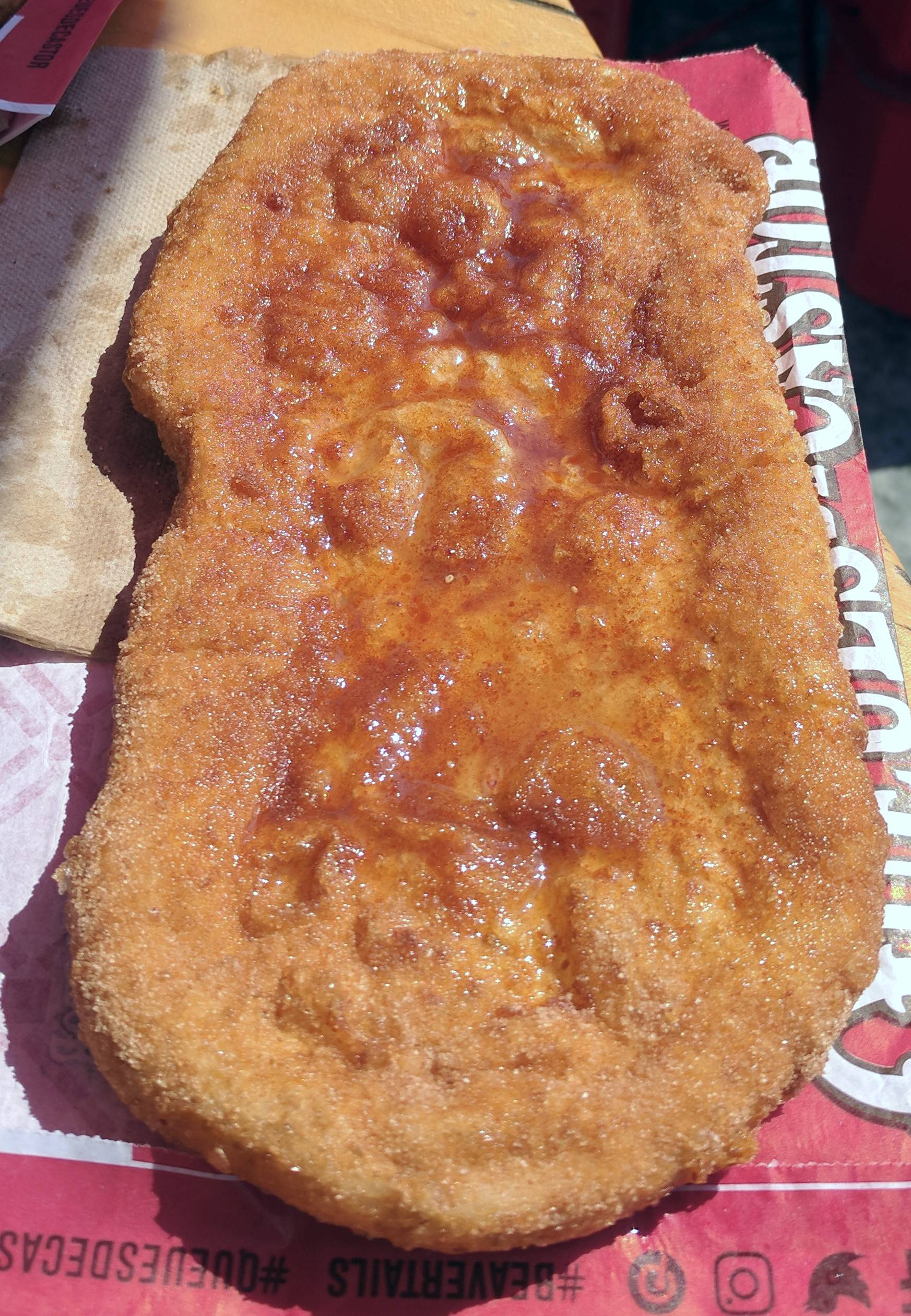
Класична випічка BeaverTails з корицею та цукром

Бобровий хвіст — це смажена випічка з тіста, яка продається з різними смаками. Більшість смаків BeaverTails доповнені згори солодкими приправами та кондитерськими виробами, такими як збиті вершки, скибочки банана, подрібнені печива Oreo, цукор з корицею та фундук з шоколадом. BeaverTails також готують у пікантних варіаціях, наприклад з путіном або хот-догами.
«BeaverTails» і «Queues de Castor» були зареєстровані як торгові марки з 1988 року BeaverTails Canada Inc та її дочірніми компаніями.

## У ЗМІ

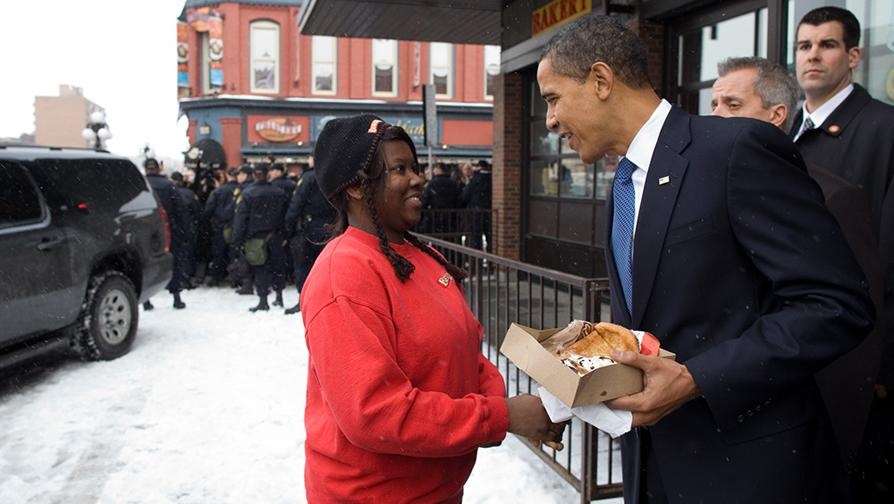
Тодішній президент США Барак Обама після покупки BeaverTail на ринку ByWard Market в Оттаві 19 лютого 2009 року

BeaverTails привернув увагу засобів масової інформації в США та Канаді, коли його подали в посольстві Канади під час першої інавгурації президента США Барака Обами. Продукт також згадувався в випусках новин під час підготовки до його візиту до Оттави 19 лютого 2009 року як приклад участі канадських компаній. Перебуваючи в місті, Обама зупинився на ринку ByWard по дорозі в міжнародний аеропорт Оттави, щоб купити тістечко BeaverTails. Один із варіантів продукту, класичне тістечко з корицею та цукром з очима зі смаком клена та літерою О з Nutella для Обами, було названо «Хвіст Обами» на честь візиту.